# シャーベットピンク
「シャーベットピンク」は、日本の女性アイドルグループ・NGT48の楽曲。作詞は秋元康、作曲は三谷秀甫とTAMATE BOXが担当した。2020年7月22日にNGT48の5作目のシングルとしてユニバーサル ミュージック（EMI Records）から発売された。楽曲のセンターポジションは藤崎未夢が務めた。

## 背景とリリース
前作「世界の人へ」から1年9か月ぶりのシングル。Type-A、Type-B（以上、CD+DVD）、劇場盤（CDのみ）の3形態で発売。今作はユニバーサルミュージックへレーベルを移籍してから初のシングルでもあった。
選抜メンバーは、2020年6月11日の発表時点で在籍する一期生と研究生の全30人が参加する全員選抜で、ドラフト3期研究生の藤崎未夢が初センターを務めた。
当時在籍中のドラフト3期生と2期生全員が初選抜。角ゆりあ、日下部愛菜、清司麗菜は3rdシングル「春はどこから来るのか?」以来2作ぶりの選抜復帰となる。前作の選抜メンバーのうち、兼任終了した柏木由紀と卒業した菅原りこ、長谷川玲奈、山口真帆、高倉萌香以外は継続して選抜入りしている。

## アートワーク
| Type-A | 「シャーベットピンク」選抜メンバー30名                                                               |
| Type-B | 「シャーベットピンク」選抜メンバー30名                                                               |
| 劇場盤 | 安藤千伽奈・荻野由佳・小熊倫実・小越春花・清司麗菜・中井りか・西潟茉莉奈・藤崎未夢・古舘葵・本間日陽 |

## ミュージック・ビデオ
シャーベットピンク
監督：田口雅文 / 振付：CRE8BOY
“久々の再会”をテーマに、選抜メンバー30人がそれぞれ新潟県内の異なるシチュエーションで撮影。ダンスシーンは新潟西海岸突堤にて撮影され、突堤で踊るメンバーの姿をドローンカメラで収めた映像となっている。

## シングル収録トラック

### Type-A
| #         | タイトル                                        | 作詞      | 作曲                 | 編曲      | 時間  |
| --------- | ----------------------------------------------- | --------- | -------------------- | --------- | ----- |
| 1.        | 「シャーベットピンク」                          | 秋元康    | 三谷秀甫、TAMATE BOX | APAZZI    | 4:06  |
| 2.        | 「絶望の後で」(NGT48 TDCコンサート選抜メンバー) | 秋元康    | 小網準               | 小網準    | 5:05  |
| 3.        | 「シャーベットピンク off vocal ver.」           |           | 三谷秀甫、TAMATE BOX | APAZZI    | 4:06  |
| 4.        | 「絶望の後で off vocal ver.」                   |           | 小網準               | 小網準    | 5:05  |
| 合計時間: | 合計時間:                                       | 合計時間: | 合計時間:            | 合計時間: | 18:22 |

| #  | タイトル                                                                    | 作詞 | 作曲・編曲 | 監督     |
| -- | --------------------------------------------------------------------------- | ---- | ---------- | -------- |
| 1. | 「シャーベットピンク Music Video」                                          |      |            | 田口雅文 |
| 2. | 「絶望の後で Music Video」                                                  |      |            | 田口雅文 |
| 3. | 「特典映像 NGT48 TDCコンサート選抜メンバー 選考合宿オーディション（前編）」 |      |            |          |

### Type-B
| 全編曲: APAZZI。 |                                       |           |                      |       |
| #                | タイトル                              | 作詞      | 作曲                 | 時間  |
| 1.               | 「シャーベットピンク」                | 秋元康    | 三谷秀甫、TAMATE BOX | 4:07  |
| 2.               | 「後悔ばっかり」(研究生)              | 秋元康    | Itoh↗kun.            | 3:35  |
| 3.               | 「シャーベットピンク off vocal ver.」 |           | 三谷秀甫、TAMATE BOX | 4:07  |
| 4.               | 「後悔ばっかり off vocal ver.」       |           | Itoh↗kun.            | 3:34  |
| 合計時間:        | 合計時間:                             | 合計時間: | 合計時間:            | 15:23 |

| #  | タイトル                                                                    | 作詞 | 作曲・編曲 | 監督     |
| -- | --------------------------------------------------------------------------- | ---- | ---------- | -------- |
| 1. | 「シャーベットピンク Music Video」                                          |      |            | 田口雅文 |
| 2. | 「絶望の後で Music Video」                                                  |      |            | 田口雅文 |
| 3. | 「特典映像 NGT48 TDCコンサート選抜メンバー 選考合宿オーディション（後編）」 |      |            |          |

### 劇場盤
| #         | タイトル                                       | 作詞      | 作曲                 | 編曲       | 時間  |
| --------- | ---------------------------------------------- | --------- | -------------------- | ---------- | ----- |
| 1.        | 「シャーベットピンク」                         | 秋元康    | 三谷秀甫、TAMATE BOX | APAZZI     | 4:07  |
| 2.        | 「嫌いなのかもしれない」(ちっちゃいもんくらぶ) | 秋元康    | 外山大輔、Dr. Lilcom | Dr. Lilcom | 4:35  |
| 3.        | 「シャーベットピンク off vocal ver.」          |           | 三谷秀甫、TAMATE BOX | APAZZI     | 4:07  |
| 4.        | 「嫌いなのかもしれない off vocal ver.」        |           | 外山大輔、Dr. Lilcom | Dr. Lilcom | 4:34  |
| 合計時間: | 合計時間:                                      | 合計時間: | 合計時間:            | 合計時間:  | 17:23 |

## 選抜メンバー
- 安藤千伽奈
- 大塚七海
- 荻野由佳
- 小熊倫実
- 小越春花
- 加藤美南
- 角ゆりあ
- 川越紗彩
- 日下部愛菜
- 小見山沙空
- 佐藤海里
- 清司麗菜
- 曽我部優芽
- 太野彩香
- 對馬優菜子
- 寺田陽菜
- 富永夢有
- 中井りか
- 中村歩加
- 奈良未遥
- 西潟茉莉奈
- 西村菜那子
- 藤崎未夢
- 古澤愛
- 古舘葵
- 本間日陽
- 真下華穂
- 三村妃乃
- 諸橋姫向
- 山田野絵